# Șendriceni
Șendriceni est une commune du județ de Botoșani en Roumanie.